# Mello (Oise)
Mello ist eine französische Gemeinde mit 601 Einwohnern (Stand 1. Januar 2022) im Département Oise in der Region Hauts-de-France; sie gehört zum Arrondissement Senlis und zum Kanton Montataire.

## Lage
Die Gemeinde Mello liegt am Thérain, sieben Kilometer westlich von Creil und 22 Kilometer südöstlich von Beauvais.

## Geschichte
Mello ist der Stammsitz der Familie Mello.
1358 fand bei Mello die Entscheidungsschlacht zur Jacquerie statt.

### Bevölkerungsentwicklung
| Jahr                       | 1962 | 1968 | 1975 | 1982 | 1990 | 1999 | 2010 | 2021 |
| Einwohner                  | 624  | 567  | 514  | 450  | 411  | 368  | 587  | 601  |
| Quellen: Cassini und INSEE |      |      |      |      |      |      |      |      |

## Sehenswürdigkeiten
- Schloss, nacheinander im Besitz der Familien Mello, Nesle und Montmorency
- Kirche Notre-Dome und ehemaliges Priorat
- Kapelle Sainte-Anne
- Chapelle des Sellières (Kapelle der Sattler)

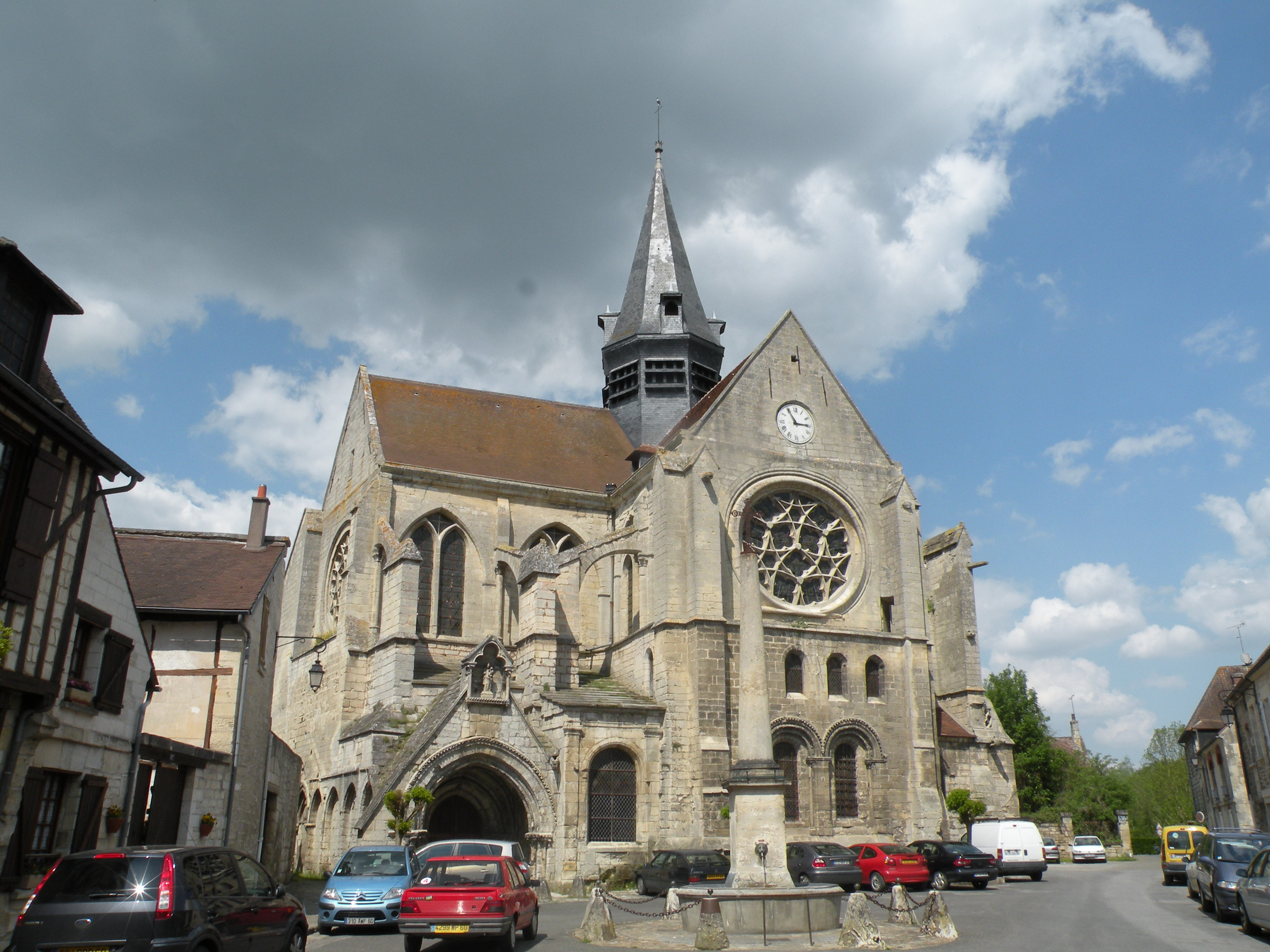
Kirche Notre-Dame
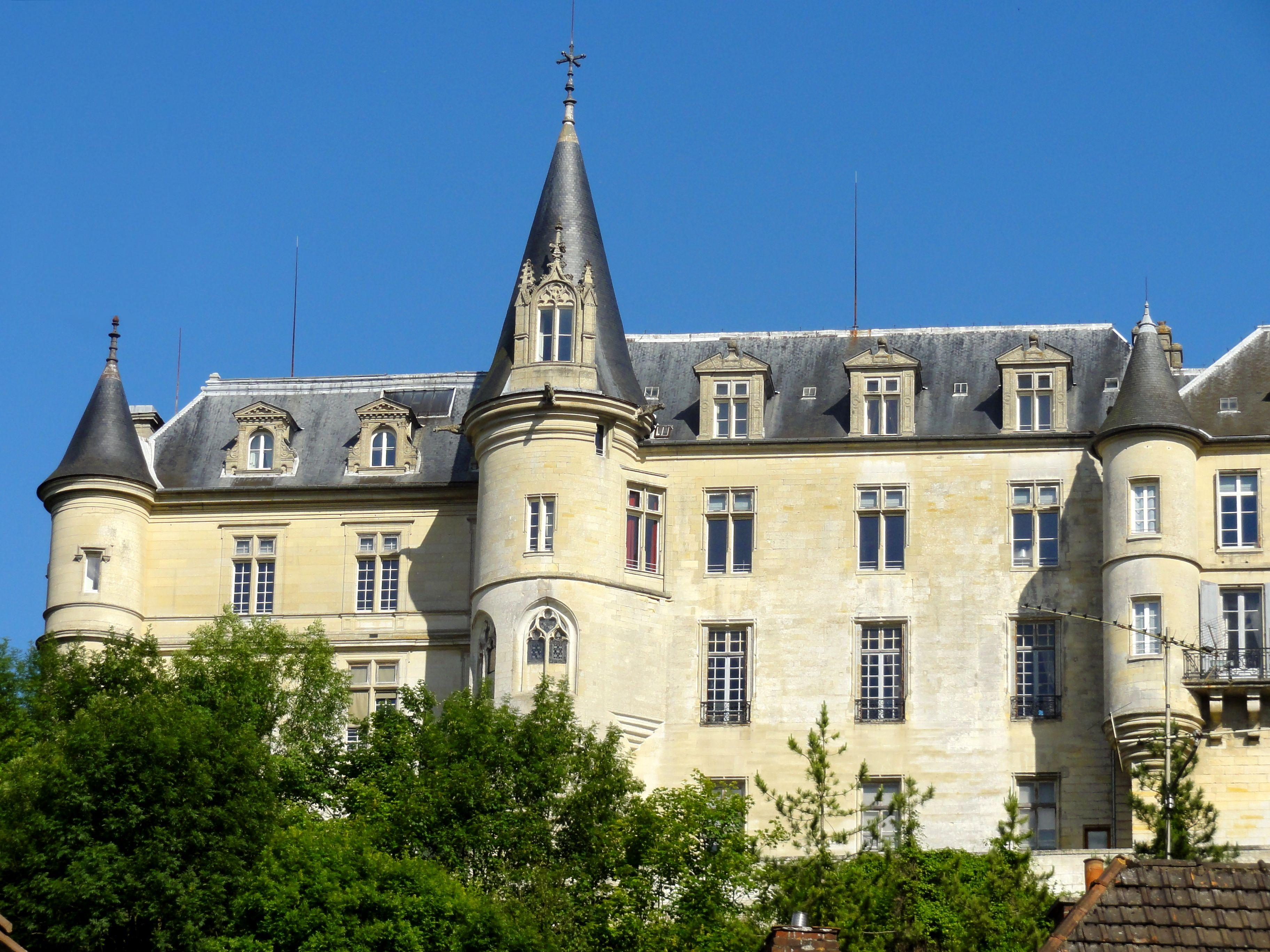
Schloss Mello
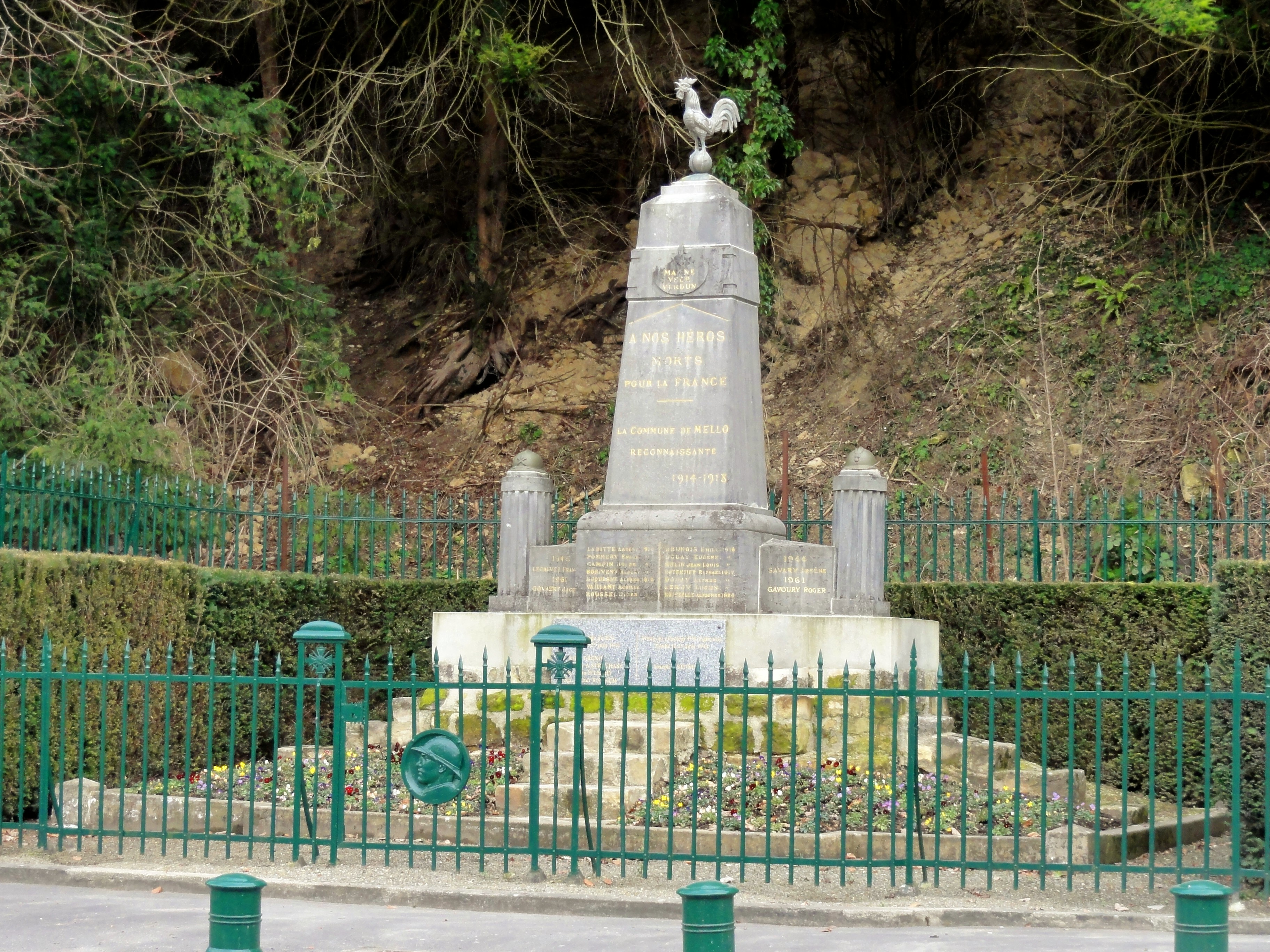
Gefallenendenkmal

## Persönlichkeiten
- Guillaume Caillet (auch Guillaume d'Ercuis oder Karl), Anführer der Jacquerie 1348
- Louis Michel Antoine Sahuc (1755–1813), General der Kavallerie
- Roger Gavoury (1911–1961), französischer Polizeichef in Algier